# Seznam irskih generalov
Seznam irskih generalov.

## B
Thomas Brady - 

## C
Michael Collins - 

## E
Dermot Earley - 

## I
James Murray Irwin - 

## L
Patrick Sarsfield, 1st Earl of Lucan -

## M
Colm Magan - Richard Mulcahy - 

## O
Arthur O'Connor - Owen Roe O'Neill -

## S
James Sreenan - 

## T
Thomas Preston, 1st Viscount Tara - 